# U Turn - Inversione di marcia
U Turn - Inversione di marcia (U Turn) è un film del 1997 diretto da Oliver Stone, interpretato da Sean Penn, Jennifer Lopez, Nick Nolte, Jon Voight, Joaquin Phoenix, Billy Bob Thornton, Claire Danes. È tratto dal romanzo Come cani randagi, dello scrittore John Ridley, che ha anche scritto la sceneggiatura. La colonna sonora della pellicola è firmata da Ennio Morricone.

## Trama
Arizona. Bobby Cooper è uno scapestrato girovago che, giocando in un casinò di Las Vegas, ha contratto un debito di 13 000 dollari con mister Arkady, un mafioso russo il quale gli ha intimato di pagarlo entro due settimane e, come avvertimento, gli ha fatto tagliare due dita della mano sinistra. Durante il suo viaggio di ritorno per saldare il debito, la sua macchina si ferma per un guasto a Superior, una cittadina dispersa nel deserto.
Dopo averla lasciata alle cure dello strambo meccanico Darrell, Bobby si reca nel centro del paese per rifocillarsi, e qui fa la conoscenza della bella e ambigua Grace, giovane nativa americana dalla quale è subito attratto, e che lo invita a casa sua per rinfrescarsi. Qui Bobby conosce Jake McKenna, marito di Grace e ricco possidente terriero, che inizialmente lo picchia e lo sbatte fuori, salvo poi raggiungerlo con la macchina e offrirgli un passaggio.
Durante il breve viaggio Jake propone a Bobby di assassinare la moglie, informandolo che lei ha una grossa polizza sulla vita e che sarebbe disposto a fare a metà con lui. Bobby rifiuta ed entra in un negozio di alimentari, ma si ritrova coinvolto in una rapina durante la quale la proprietaria spara ai rapinatori con un fucile, colpendo accidentalmente la borsa in cui Bobby teneva i soldi, riducendoli in mille pezzi. Sconvolto da tale perdita, e desideroso di lasciare il più presto possibile il paese, Bobby torna da Darrell per riprendersi la macchina ma il meccanico, dopo aver fatto le dovute riparazioni gli chiede l'assurdo compenso di 150 dollari.
Dopo un'accesa discussione, Bobby torna in paese, chiamando alcuni suoi conoscenti nel tentativo di farsi prestare del denaro per ritirare la macchina, ma nessuno di loro è disposto ad aiutarlo. Contatta anche mister Arkady, con il solo risultato di essere rintracciato. Così, mentre il malavitoso gli sguinzaglia contro uno dei suoi scagnozzi, Bobby vaga senza meta per il paese, cercando una soluzione e subendo le molestie di due strambi personaggi: Jenny, una svampita sedicenne che si invaghisce di lui, e Toby Tucker, il geloso fidanzato della ragazza. Conosce poi lo sceriffo locale, Virgil Potter. Alla fine, messo alle strette, finisce per andare a trovare Jake McKenna e accetta la sua proposta.
Recatosi fuori dal paese con Grace, Bobby si prepara a ucciderla ma non riesce a trovare il coraggio di compiere il gesto, e i due finiscono per avere un rapporto sessuale. Grace poi gli racconta di essere la figliastra di Jake, il quale era stato sposato con sua madre e che, morta questa, aveva abusato di lei. La ragazza svela quindi a Bobby che Jake ha un'enorme somma di denaro e gli propone di ucciderlo per sottrargliela. Spaventato, l'uomo rifiuta e torna in paese dove, dopo un nuovo litigio con Toby e Jenny sventato dallo sceriffo, ritorna da Darrell tentando di convincerlo a lasciargli prendere la macchina. Qui scopre che il meccanico ha fatto un altro lavoro sulla macchina, pretendendo di essere pagato anche per esso, oltre ad avergli rubato una pistola che Bobby teneva nel baule. Ciò genera un'altra discussione tra i due.
Sempre più sconvolto, Bobby, con i pochi soldi rimasti, riesce ad acquistare un biglietto per andarsene in Messico e sfuggire allo scagnozzo di Mr. Arkady, il quale, appena arrivato a Superior, viene arrestato dallo sceriffo. Durante un ennesimo scontro con Jenny e Toby, questi però strappa però in mille pezzi il biglietto di Bobby e lui, in preda a una furia cieca, aggredisce il ragazzo picchiandolo a sangue. Consapevole che non gli è rimasta più nessuna possibilità, Bobby chiama Grace e accetta la sua proposta di uccidere Jake.
Nottetempo Bobby va a casa McKenna e qui ha una colluttazione con Jake, che cerca a sua volta di ucciderlo. Aiutato da Grace, riesce ad avere ragione dell'uomo e ad ammazzarlo; infine i due trovano i suoi soldi e si preparano a lasciare per sempre Superior, dopo aver finalmente riscattato l'automobile di Bobby e portando con sé il cadavere di Jake per farlo sparire. Durante il viaggio, però, i due vengono fermati dallo sceriffo Potter, che rivela a Bobby che Jake era il vero padre di Grace, la quale quindi aveva con lui una relazione incestuosa; affermando di essere stato a sua volta amante della donna, vuole a tutti i costi farla rimanere con sé. Grace inizialmente tradisce Bobby, dicendo a Potter che lui ha ucciso Jake e che l'ha rapita, ma poi uccide lo sceriffo sparandogli alla testa.
A questo punto Bobby, sconvolto e disgustato dalla pazzia e dalla doppia faccia della donna, decide di separarsi da lei dividendo il bottino dopo aver gettato in un burrone i corpi di Jake e dello sceriffo. Grace, per nulla concorde con la sua decisione, lo spinge nel dirupo e cerca di andarsene via con i soldi, salvo poi essere costretta a scendere nella cavità per riprendersi le chiavi che Bobby ha in tasca. L'uomo, ancora vivo benché gravemente ferito, assale la donna strangolandola a morte, e riesce a tornare alla macchina. Al momento di riavviarla, però, il manicotto appena sostituito esplode, negandogli la possibilità di partire. Bobby muore per le ferite riportate nella caduta, riverso sul sedile della macchina e sotto il sole cocente, ma prima di spirare dà sfogo a una risata liberatoria.

## Produzione

### Riprese
La pellicola è stata girata a Superior, oltre che in altre zone della stessa Arizona e della California, tra cui la valle di Coachella. Il film è stato interamente girato cercando di dare un'immagine più dura possibile dell'ostilità dell'ambiente circostante.